# Abenteuer im Grandhotel
Abenteuer im Grandhotel ist eine deutsche Filmkomödie von Ernst Marischka aus dem Jahr 1943. Der gleiche Stoff wurde bereits 1932 durch Geza von Bolvary unter dem Titel Ich will nicht wissen, wer du bist verfilmt.

## Handlung
Chauffeur Rudi Lindt wird von Direktor Schnappich gefeuert, weil er bei seinem weiblichen Personal und auch bei seiner Ehefrau allzu beliebt ist. In Wirklichkeit handelt es sich bei ihm um den verarmten Grafen Rudolf Lerchenau, der mit seinem treuen Diener Franz in einer Mietwohnung lebt. Franz empfiehlt ihm, Carmen Zambesi zu heiraten, die Tochter eines reichen Kaffeehändlers. Schließlich hat Franz im Grandhotel bereits alles für ein Treffen vorbereitet.
Widerwillig begibt Rudolf sich in das Hotel, wo Zambesi und seine Tochter bereits auf ihn warten. Da bleibt er an der Perlenkette der schönen Alice hängen, und die 185 Perlen liegen zerstreut auf dem Boden. Beim Auflesen und Zählen der Perlen kommen Rudolf und Alice sich bald näher, während Franz die Zambesis zu überzeugen versucht, dass Graf Lerchenau gerade verstorben sei. Alice, die eigentlich mit dem Werbetexter Fritz von Schröder verabredet ist, übergeht diesen ebenfalls.
Am nächsten Tag hat Franz für Rudolf eine neue Stellung als Chauffeur bei Präsident Ottokar Frühwirt vorbereitet. Das geforderte Jahreszeugnis für Rudi Lindt schreibt er sich einfach selbst unter seinem echten Namen Graf Lerchenau. Da Frühwirt persönlich mit Lerchenau sprechen will, übernimmt Franz die Rolle des Grafen.
Dieser wiederum trifft jetzt als Chauffeur auf Alice, bei der es sich um Frühwirts Nichte handelt. Doch alle spielen ihre Rollen weiter und besuchen nach der Fahrt mit ihrem pompösen Wagen Tante Emma, die mit Alices Freundin Käthe und viel weiblichem Personal in einem palastartigen Haus lebt. Während der Nacht kommt es in dem weitläufigen Gebäude zu allerlei Begegnungen zwischen den Gästen und den Bewohnern. Alice ist sauer auf Rudolf, da sie diesem ein Techtelmechtel mit Käthe unterstellt. Obwohl die von Franz herbeigerufenen Zambesis ebenso wieder erscheinen wie Alices Bräutigam von Schröder, kann Rudolf Alice schließlich für sich gewinnen.

## Produktionsnotizen
Die Dreharbeiten erfolgten vom 6. Juli bis zum September 1942 im Farnesina-Atelier in Rom. Die Uraufführung des Films war am 16. April 1943 in Trier.

## Kritiken
- Der Filmdienst urteilte, die Liebes- und Verwechslungskomödie steuere „nicht immer stilsicher das unausweichliche Happy-End“ an. -[1]
- Das Heyne Filmlexikon hielt das „Routine-Produkt“ wegen Hans Moser in der Rolle des Dieners für sehenswert.[2]